# Rodolfo Coutinho
Rodolfo de Morais Coutinho, nasceu em 17 de agosto de 1901, no município de Nazaré da Mata/PE. Seu pai, Alfredo de Morais Coutinho, era proprietário de engenhos de açúcar e comerciante.

## Histórico
Quando tinha dezenove anos, formou-se como bacharel em Direito pela Faculdade de Direito do Recife.
Em 1919, organizou junto com seu primo, Cristiano Cordeiro, o Grupo de Estudos Marxistas do Recife. Em 1922, ambos participaram, do processo de fundação do Partido Comunista do Brasil (PCB). Cristiano tornou-e membro titular da Comissão Central Executiva (CCE), e Rodolfo membro suplente.
Em 1922, publicou o artigo “O dever revolucionário” na Revista Movimento Comunista.
Em 1924, foi enviado à União Soviética para participar como delegado do V Congresso da Internacional Comunista que foi realizado entre 17 de junho e 08 de julho, com o objetivo de conseguir a aceitação do PCB no Comitern. Na época, foi colega de quarto de Ho Chi Min a quem teria ensinado um pouco da língua portuguesa. Na volta ficou por um período na Alemanha, onde matriculou-se na Humboldt-Universität zu Berlin, que na época era denominada como Friedrich-Wilhelms Universität, no dia 18 de novembro de 1924, instituição na qual estudou por três semestres, ou seja, até 12 de julho de 1926.
Em 1927, retornou ao Brasil, casado a alemã Wilhelmine Graske, e retomou seu papel na direção nacional do PCB. Ainda neste ano, teve início o processo que resultaria em seu rompimento com o PCB, por ocasião de uma reunião da CCE na qual se discutiu a possibilidade de contatar o líder tenentista Luís Carlos Prestes, Coutinho votou contra a decisão. Na ocasião, João da Costa Pimenta se absteve. Em 1928, ambos saíram do PCB em um evento que ficou conhecido como a “Cisão de 1928”.
A partir de 1929, integrou o Grupo Comunista Lenine (GCL), primeira organização trotskista do Brasil, que incluía também Mário Pedrosa e Lívio Xavier.
Ajudou a construir o Sindicato dos Professores do Município do Rio de Janeiro e Região (SinproRio) e, em 1931, foi eleito como o primeiro presidente dessa entidade. Esta atividade sindical durou, pelo menos, até 1935, quando foi preso no final de novembro, durante o processo de repressão ao Levante Comunista. Nessa época trabalhava em três escolas privadas.
Em 22 de abril de 1939, foi contratado como Professor de Francês do Colégio Pedro II, depois, passaria a ser Professor de História nessa instituição.
Traduziu:
1. “História do açúcar: desde a época mais remota até o começo da fabricação do açúcar de beterraba”, escrita pelo alemão Edmund Oskar von Lippmann, que teve a sua versão em português publicada entre 1941 e 1942;
2. "Bizâncio: apogeu e declínio" do francês Charles Diehl;
3. o artigo “Geografia Cultural do Brasil” de B. Brandt, , que teve a sua versão em português publicada em 1945.

Faleceu em 1º de agosto de 1955.